# Giacomo Grosso

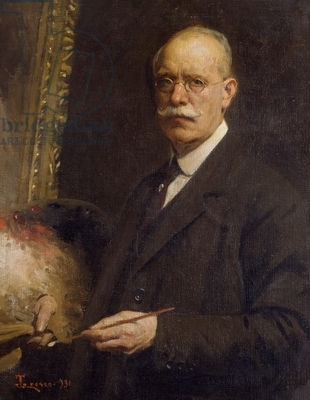
Selbstporträt (1931)

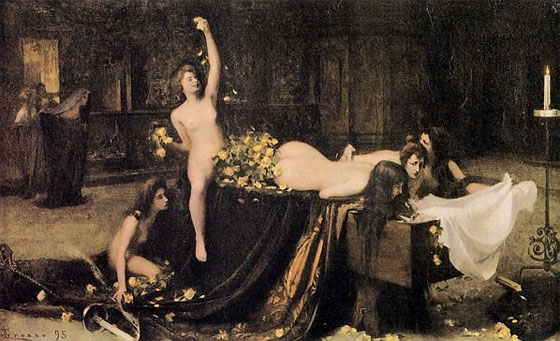
„Supremo convegno“ (1887)

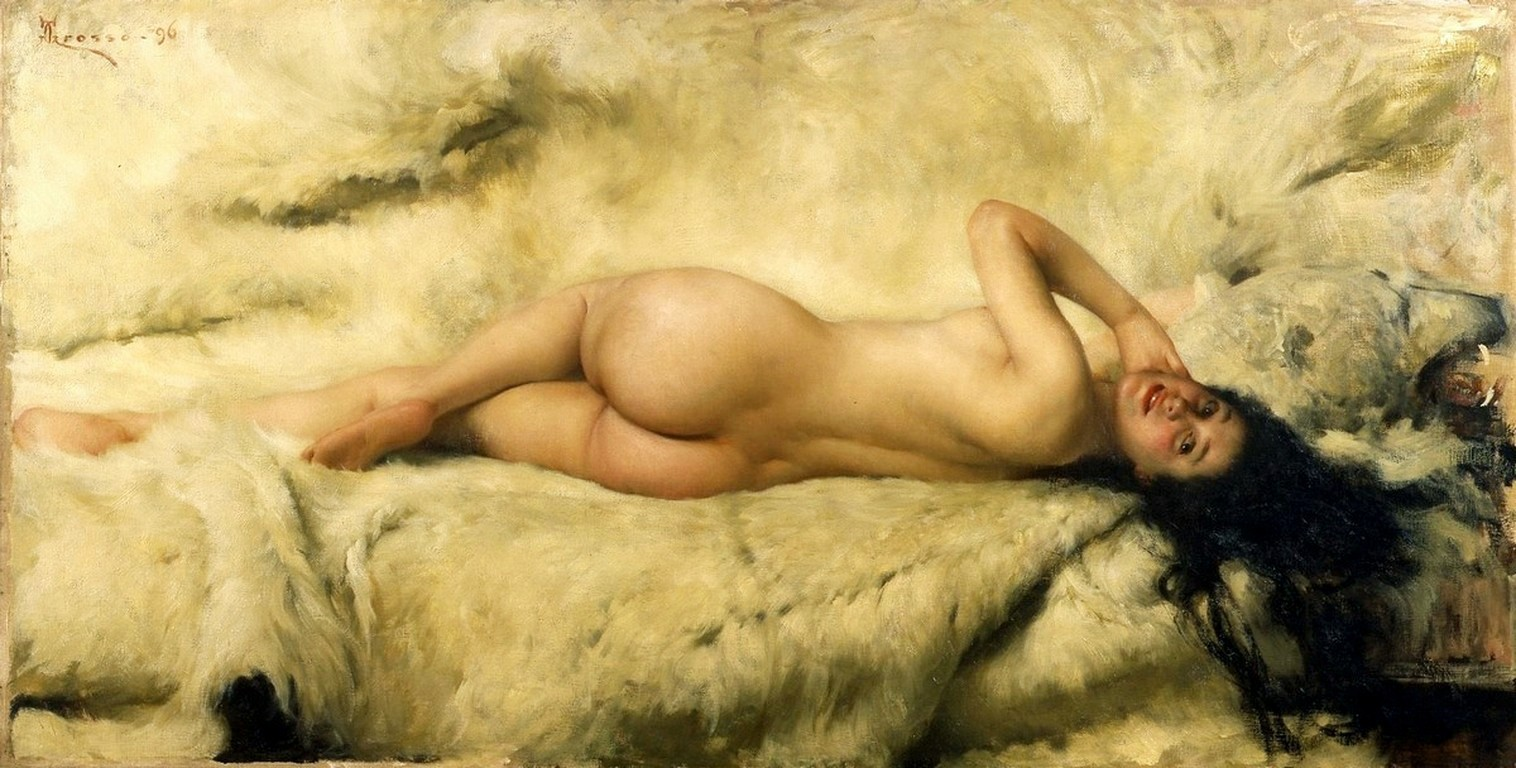
„La Nuda“ (1896) Galleria civica d’arte moderna, Turin

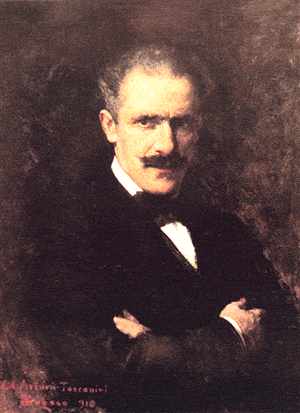
Arturo Toscanini (1916)

Giacomo Grosso (geboren 23. Mai 1860 in Cambiano, Piemont-Sardinien; gestorben 14. Januar 1938 in Turin) war ein italienischer Maler.

## Leben
Giacomo Grosso wurde in eine kinderreiche Familie geboren. Er besuchte das Seminar in Giaveno und studierte Malerei an der Accademia Albertina di Belle Arti di Torino. Im Jahr 1885 heiratete er Carolina Bertana, sie hatten zwei Kinder. Seit 1889 arbeitete an der Albertina als Lehrer, unter seinen Schülern waren Carlo Gaudina, Romolo Bernardi und Felice Carena. Im Jahr 1926 organisierte Leonardo Bistolfi für ihn eine Ausstellung mit 54 Werken in Mailand. Eine Einzelausstellung in Turin im Jahr 1936 zog in fünfzehn Tagen 120.000 Besucher an.
Während des Faschismus in Italien wurde er im Jahr 1929 auf eigenen Antrag hin zum Senator ernannt. Er erhielt verschiedene staatliche Orden.
Grosso porträtierte in klassischer Manier eine Reihe berühmter Zeitgenossen, so Papst Benedikt XV., Giovanni Agnelli, Arturo Toscanini und Giacomo Puccini. Er wurde auch bekannt durch provozierenden Erotizismus, so verursachte er 1895 mit dem Bild Supremo convegno (Die höchste Zusammenkunft) bei der Biennale di Venezia einen Skandal (das Bild ging später bei einem Transportunfall verloren) und 1896 durch den Akt Nuda.